# 1982年バスケットボール世界選手権
1982年FIBAバスケットボール世界選手権は1982年8月15日から28日までコロンビア・カリで行われた第9回バスケットボール世界選手権。コロンビアはこの大会で初出場となる。開催国が初出場となった世界選手権は、第1回を除き後にも先にもこの大会のみである。
ソ連が2大会振りの優勝を果たした。

## Final round

### 三位決定戦
| 28 August |

|  |

| ユーゴスラビア               | 119–117 | スペイン |
| ハーフ・スコア: 60-47, 59-70 |         |          |

### 優勝戦
| 28 August |

|  |

| ソビエト連邦                 | 95–94 | アメリカ       |
| ハーフ・スコア: 47–49, 48–45 |       |                |
| Pts: Myshkin 29              |       | Pts: Rivers 24 |

## 最終成績
| 1982年世界選手権 優勝国:    |
| --------------------------- |
| ソビエト連邦 2大会ぶり2回目 |

| 順位 | 国               |
| ---- | ---------------- |
| 2    | アメリカ合衆国   |
| 3    | ユーゴスラビア   |
| 4    | スペイン         |
| 5    | オーストラリア   |
| 6    | カナダ           |
| 7    | コロンビア       |
| 8    | ブラジル         |
| 9    | パナマ           |
| 10   | チェコスロバキア |
| 11   | ウルグアイ       |
| 12   | 中国             |
| 13   | コートジボワール |